# Radikalenerlass
Radikalenerlass (tysk: radikalforordningen, egentlig Grundsätze zur Frage der verfassungsfeindlichen Kräfte im öffentlichen Dienst) var en forordning givet af den tyske regeringschef (Willy Brandt) og regeringscheferne for delstaterne den 28. januar 1972.
Den indebar et ansættelsesforbud for ekstremister i hele den offentlige tjeneste både på føderalt- og delstatsniveau. Alle, der ifølge Verfassungsschutz var "forfatningsfjendtlige" blev defineret som ekstremister. Medlemskab i organisationer og partier defineret som "forfatningsfjendtlige" (eksempelvis kommunistiske partier, eller organisationer som Vereinigung der Verfolgten des Naziregimes/Bund der Antifaschisten og Deutsche Friedensgesellschaft/Vereinigte Kriegsdienstgegner) blev regnet som havende en beviseligt forfatningsfjendtlig indstilling. Forordningen indebar både, at forfatningsfjendtlige personer ikke skulle ansættes, og at offentlige tjenestemænd kunne afskediges, hvis det blev godtgjort, at de havde en forfatningsfjendtlig indstilling.
Det fulgte desuden af forordningen, at ansatte i offentlig tjeneste forpligtede sig til altid at arbejde for det frie demokrati som det udtrykkes i Tysklands grundlov.
Radikalforordningen omfattede teoretisk radikale og ekstremister både på højre- og venstresiden, men var i realiteten rettet mod venstreadikale og kommunister, og ramte derfor næsten udelukkende politiske grupperinger til venstre for SPD.
Som følge af forordningen vurderede myndighederne 3,5 millioner borgere i årene fra 1972 til 1985. Af disse blev 1.250 lærere og universitetsansatte ikke ansat, mens omkring 260 personer blev fyret.<
Delstaten Niedersachsen nedsatte i 2016 en kommission, der skulle undersøge brugen af forbud mod ansættelse af bestemte embedsmænd.
Fordningen blev endegyldigt afskaffet af SPD-FDP-regeringen i 1979, da der ikke længere var politisk opbakning til den.